# Hampus Nilsson
Linus Ronny Hampus Nilsson, född 17 juni 1990, är en svensk fotbollsmålvakt som spelar för Eskilsminne IF.

## Karriär
Nilssons moderklubb är IFK Osby. Han har tidigare spelat för Helsingborgs IF, Högaborgs BK, IFK Värnamo och Ängelholms FF. 
I februari 2013 skrev Nilsson på ett tvåårskontrakt med Djurgårdens IF. Hans första tävlingsmatch i Djurgårdens A-lag blev i svenska cupen i matchen mot Eskilsminne IF, där han även höll nollan. Den 4 november 2015 vann Nilsson U21-guld med DIF som kapten, han var förstemålvakt nästan alla U21-matcher säsongen 2015. I augusti 2016 lånades Nilsson ut till Östersunds FK för resten av säsongen.
I december 2016 värvades Nilsson av Falkenbergs FF, där han skrev på ett tvåårskontrakt. I december 2018 förlängde Nilsson sitt kontrakt med ett år.
I januari 2020 värvades Nilsson av Trelleborgs FF, där han skrev på ett tvåårskontrakt. Inför säsongen 2022 gick Nilsson till division 2-klubben Eskilsminne IF.